# Beilschmiedia grandibracteata
Beilschmiedia grandibracteata är en lagerväxtart som beskrevs av Robyns & Wilczek. Beilschmiedia grandibracteata ingår i släktet Beilschmiedia och familjen lagerväxter. Inga underarter finns listade i Catalogue of Life.